# Wien Stadlau
Wien Stadlau (niem: Bahnhof Wien Stadlau) – stacja kolejowa w Wiedniu, w dzielnicy Donaustadt, w Austrii. Rozciąga się od Neuhaufenstraße do Hirschstettner Straße. Oprócz stacji kolejowe Wien Stadlau i związanym z nią przystanku Wien Erzherzog-Karl-Straße jest to również stacja towarowa Stadlau i Stadlau Nord. Od roku 2010 znajduje się tu stacja metra na linii U2.
Przystanek Wien Erzherzog-Karl-Straße znajduje się w północnej części rozległej stacji towarowej Stadlau na skrzyżowaniu Marchegger Ostbahn i Laaer Ostbahn.

## Linie kolejowe
- Laaer Ostbahn